# Craniosara pyrotricha
Craniosara pyrotricha är en fjärilsart som beskrevs av Edward Meyrick 1893. Craniosara pyrotricha ingår i släktet Craniosara och familjen äkta malar. Inga underarter finns listade i Catalogue of Life.